# Gonodiscus amplalis
Gonodiscus amplalis is een vlinder uit de familie van de grasmotten (Crambidae). De wetenschappelijke naam van de soort is voor het eerst gepubliceerd in 1891 door William Warren.
De soort komt voor in Chili.